# Joel Broda
Joel Broda (* 24. November 1989 in Yorkton, Saskatchewan) ist ein ehemaliger kanadischer Eishockeyspieler, der im Verlauf seiner aktiven Karriere zwischen 2005 und 2022 unter anderem 335 Spiele für den HC Bozen, EHC Black Wings Linz, Dornbirner EC, HC Innsbruck, die Graz 99ers und EC VSV in der Erste Bank Eishockey Liga (EBEL) bzw. ICE Hockey League auf der Position des Centers bestritten hat. Darüber hinaus absolvierte Broda über 200 weitere Partien in der American Hockey League (AHL).

## Karriere
Broda spielte zwischen 2005 und 2010 für drei verschiedene Mannschaften der Western Hockey League (WHL), und zwar die Tri-City Americans, die Moose Jaw Warriors sowie die Calgary Hitmen. Beim NHL Entry Draft 2008 wurde er in dieser Zeit in der fünften Runde an insgesamt 144. Stelle von den Washington Capitals aus der National Hockey League (NHL) ausgewählt. In der Saison 2008/09 erzielte er 53 Tore in 67 Spielen der Punktrunde sowie elf Tore in 18 Playoff-Partien. Auch in der Folgesaison bewies er seinen Torinstinkt und schoss die Hitmen mit 52 Treffern in 89 Begegnungen zum WHL-Meistertitel in Form des Ed Chynoweth Cups.
Im Sommer 2010 stand Broda kurz vor einem Wechsel zum österreichischen Erstligisten EC Red Bull Salzburg, unterzeichnete im Juli dann aber einen Dreijahresvertrag beim NHL-Klub Minnesota Wild. Einen NHL-Einsatz verbuchte Broda für Minnesota nicht, sondern sammelte ausschließlich Spielpraxis in Farmteams, nämlich bei den Houston Aeros in der American Hockey League (AHL) sowie bei den Bakersfield Condors und Orlando Solar Bears in der ECHL. Nach dem Ablauf seines Vertrags mit den kehrte er nach Bakersfield zurück und unterschrieb im August 2013 einen Vertrag bei den Condors. Im Verlauf der Saison 2013/14 spielte Broda auf Leihbasis vorübergehend für die AHL-Teams Oklahoma City Barons und Bridgeport Sound Tigers. Zur Saison 2014/15 wechselte er zu den Hershey Bears in die AHL.
Nach der Saison 2013/14 entschloss sich der Kanadier seine Karriere in Europa fortzusetzen und wechselte im August 2015 zum HC Bozen. Broda avancierte in seiner ersten Saison in der Erste Bank Eishockey Liga (EBEL) gleich zum Topscorer der Füchse und verbuchte in 60 Einsätzen 26 Tore und 22 Vorlagen. Nach seinem Auftaktjahr folgte ein ligainterner Transfer zum EHC Black Wings Linz, der Broda im April 2016 als Neuzugang vorstellte. Für den EHC Linz absolvierte er insgesamt 124 EBEL-Partien. Nach weiteren Stationen in Österreich beim Dornbirner EC, HC Innsbruck und den Graz 99ers wurde er im Januar 2022 vom EC VSV entlassen und Anfang Februar 2022 von den Kassel Huskies aus der DEL2 verpflichtet. Dort erhielt er im Sommer 2022 keinen neuen Vertrag und gab daher im Mai 2023 das Ende seiner aktiven Karriere bekannt.

## Erfolge und Auszeichnungen
- 2009 WHL East Second All-Star Team
- 2010 Ed-Chynoweth-Cup-Gewinn mit den Calgary Hitmen
- 2011 Teilnahme am ECHL All-Star Game

## Karrierestatistik

### International
Vertrat Kanada bei:
- World U-17 Hockey Challenge 2006

(Legende zur Spielerstatistik: Sp oder GP = absolvierte Spiele; T oder G = erzielte Tore; V oder A = erzielte Assists; Pkt oder Pts = erzielte Scorerpunkte; SM oder PIM = erhaltene Strafminuten; +/− = Plus/Minus-Bilanz; PP = erzielte Überzahltore; SH = erzielte Unterzahltore; GW = erzielte Siegtore; 1 Play-downs/Relegation; Kursiv: Statistik nicht vollständig)